# La Válgoma
La Válgoma es una localidad y pedanía perteneciente al municipio de Camponaraya, situado en la comarca de El Bierzo. Está situada en la carretera que va desde Camponaraya a Cortiguera.

## Demografía
Tiene una población de 151 habitantes: 78 hombres y 73 mujeres (INE 2021).